# The Four: Battle for Stardom
The Four: Battle for Stardom, também conhecida como The Four, é um talent show americano produzido pela ITV Entertainment e Armoza Formats e exibido pela Fox. É a versão norte-americana do formato original israelense The Final Four. Estreando em 4 de janeiro de 2018, o programa acabou sendo renovado para uma segunda temporada que foi ao ar em 7 de junho de 2018. O vencedor, determinado por um público de estúdio e membros do painel, recebe um contrato de gravação com a Republic Records, uma divisão da Universal Music Group. e nomeou o artista "On the Verge" do iHeartRadio. Os vencedores das duas primeiras temporadas são Evvie McKinney e James Graham.

## Formato
The Four é uma competição de canto que difere entre competições de talentos similares, já que não há audições de palco. Os artistas, também conhecidos como desafiantes, são mantidos na sala de espera antes de cantar em frente a uma platéia ao vivo e aos jurados. O painel de jurados da indústria da música finalmente decide os melhores desafiantes que competem contra o The Four. Sua decisão deve ser unânime. Os membros consistem em vocalistas de gêneros variados, e eles devem vencer desafios contra novos artistas para manter seu lugar e permanecer como um membro do The Four. No final de algumas semanas, o último cantor que sobrar entre o Final The Four, vence a competição.
Existem duas rodadas distintas no The Four. Na rodada de performances, os novos desafiantes devem ganhar seu lugar, atuando em frente a uma plateia, o painel de jurados e o The Four. Após a apresentação, os jurados votam e tomam uma decisão "Sim" ou "Não", significando o destino do desafiante na competição. Se um adversário receber por unanimidade os anéis azuis no palco (o "Sim" de todos os jurados do painel), ele avançará para a próxima rodada da competição. Um anel vermelho dado ao desafiante significa "Não", o eliminando da competição. Artistas que avançam para a rodada do desafio podem competir contra um membro do The Four por seu lugar. Em uma batalha estilo sing-off, o desafiante e o membro do The Four cantam um contra o outro para conquistar ou manter seu lugar. Depois do desafio, a plateia então vota para decidir qual dos dois deve permanecer na competição. O vencedor bloqueia seu assento pelo resto da noite e não pode ser desafiado novamente até o próximo episódio.

## Sumário
| Temp. | Estreia              | Final                  | Vencedor(a)    | Vice         | Outros finalistas | Outros finalistas | Jurados                                          | Apresentador |
| ----- | -------------------- | ---------------------- | -------------- | ------------ | ----------------- | ----------------- | ------------------------------------------------ | ------------ |
| 1     | 4 de janeiro de 2018 | 8 de fevereiro de 2018 | Evvie McKinney | Candice Boyd | Vincint Cannady   | Zhavia            | Sean Combs Meghan Trainor DJ Khaled Charlie Walk | Fergie       |
| 2     | 7 de junho de 2018   | 2 de agosto de 2018    | James Graham   | Sharaya J    | Leah Jenea        | Whitney Reign     | Sean Combs Meghan Trainor DJ Khaled              | Fergie       |

## Temporadas

### Primeira temporada (2018)
A primeira temporada estreou em 4 de janeiro de 2018, e foi ao ar até 8 de fevereiro de 2018, totalizando 6 episódios semanais. Evvie McKinney foi a vencedora em um último duelo contra Candice Boyd. Zhavia e Vincint Cannady também fizeram parte do "Final Four".
| The Four |               |                 |                 |                |                 |
| Episódio | Grupo         | Membros         |                 |                |                 |
| Episódio | Grupo         | Assento 1       | Assento 2       | Assento 3      | Assento 4       |
| 1        | Original Four | Lex Lu          | Ash Minor       | Elanese Lansen | Blair Perkins   |
| 1        | 2° Four       | Lex Lu          | Ash Minor       | Zhavia         | Saeed Renaud    |
| 2        | 3° Four       | Cheyenne Elliot | Candice Boyd    | Zhavia         | Jason Warrior   |
| 3        | 4° Four       | Rell Jerv       | Tim Johnson Jr. | Zhavia         | Jason Warrior   |
| 4        | 5° Four       | Nick Harrison   | Tim Johnson Jr. | Kendyle Paige  | Jason Warrior   |
| 5.1      | 6° Four       | Nick Harrison   | Tim Johnson Jr. | Evvie McKinney | Vincint Cannady |
| 5.2      | Final Four    | Candice Boyd    | Zhavia          | Evvie McKinney | Vincint Cannady |
| 6        | Final Four    | Candice Boyd    | Zhavia          | Evvie McKinney | Vincint Cannady |

### Segunda temporada (2018)
A segunda temporada de estreou em 7 de junho de 2018 e terminou em 2 de agosto de 2018. Os primeiros membros do The Four foram anunciados em 9 de maio de 2018 e foi composto por Carvena Jones, James Graham, Sharaya J e Stephanie. Zelaya. Após oito episódios, James Graham foi anunciado como o vencedor da temporada, com Sharaya J sendo vice-campeã. Leah Jenea e Whitney Reign também foram finalistas.
| The Four |               |                  |              |                  |           |
| Episódio | Grupo         | Membros          |              |                  |           |
| Episódio | Grupo         | Assento 1        | Assento 2    | Assento 3        | Assento 4 |
| 1        | Original Four | Carvena Jones    | James Graham | Stephanie Zelaya | Sharaya J |
| 1        | 2° Four       | Majeste Pearson  | James Graham | Stephanie Zelaya | Sharaya J |
| 2        | 3° Four       | Jesse Kramer     | James Graham | Whitney Reign    | Sharaya J |
| 3        | 4° Four       | Jesse Kramer     | James Graham | Whitney Reign    | Sharaya J |
| 4        | 5° Four       | Jesse Kramer     | James Graham | Ali Caldwell     | Sharaya J |
| 5        | 6° Four       | Noah Barlass     | James Graham | Ali Caldwell     | Sharaya J |
| 6        | 7° Four       | JeRonelle McGhee | Leah Jenea   | Ali Caldwell     | Sharaya J |
| 7        | Final Four    | James Graham     | Leah Jenea   | Whitney Reign    | Sharaya J |
| 8        | Final Four    | James Graham     | Leah Jenea   | Whitney Reign    | Sharaya J |

## Controvérsias
Os membros do painel originalmente incluíam o rapper, produtor musical e diretor musical Sean Combs, o rapper e produtor musical DJ Khaled, a cantora e compositora Meghan Trainor e o executivo musical Charlie Walk. No entanto, Walk retirou-se da série antes do final da primeira temporada depois de alegações de agressão sexual contra ele. Os episódios subsequentes estrelaram os outros três membros do painel.